# Годзилла (фильм, 1984)
«Годзилла» (яп. ゴジラ), также известный как «Возвращение Годзиллы» (англ. The Return of Godzilla) — японский фантастический триллер режиссёра Кодзи Хасимото. Это шестнадцатый фильм, в котором появляется гигантский ящер Годзилла. Фильм открывает вторую эру кайдзю-фильмов — Хэйсэй, в которой игнорируются события всех предыдущих фильмов, кроме самого первого. Фильм вышел в японский прокат 15 декабря 1984 года, спустя около 30 лет после выхода первого фильма.
В отличие от последних фильмов Сёва, здесь Годзилла является отрицательным персонажем.

## Сюжет
Прошло много лет с момента первого появления Годзиллы, и он топит рыболовное судно, проплывающее мимо. Экипаж не успевает подать сигнал тревоги. Через некоторое время блуждающий корабль случайно находит журналист Горо Маки. Обследуя судно, он всюду видит погибших матросов, а также неожиданно сталкивается с чудовищной морской блохой шокиласом. Одного выжившего матроса всё же удаётся найти, тот уверяет, что видел гигантское чудовище. Вскоре происходит второй несчастный случай — Годзилла нападает на советскую подводную лодку. Это известие быстро доходит до правительства Японии, существование Годзиллы решено оставить тайной. Однако вскоре о Годзилле узнают СССР и США. Собирается конгресс, который должен решить сложившееся положение.
Вскоре Годзилла нападает на ядерный завод Ихама в Сидзуоке, после чего уходит в море за стаей птиц. Оказалось, что у Годзиллы есть магнетизм. Вслед за этим монстр нападает на Токио. Ему пытаются противостоять армия и новейшее оружие Супер X, но армия оказывается бессильна, а Супер Х ломается. Наконец по совету одного учёного Годзиллу с помощью магнетизма заманивают в кратер вулкана и чудовище исчезает в нём.

## В ролях
| Актёр            | Роль                           |
| ---------------- | ------------------------------ |
| Кэн Танака       | журналист Горо Маки            |
| Ясуко Савагути   | Наоко Окумура                  |
| Ёсукэ Нацуки     | профессор Макото Хаясида       |
| Кэйдзю Кобаяси   | премьер-министр Сэйки Митамура |
| Син Такума       | Хироси Окумура                 |
| Эйтаро Одзава    | министр финансов Кандзаки      |
| Хироси Коидзуми  | профессор Минами               |
| Мидзухо Судзуки  | Сэйити Эмори                   |
| Кэмпатиро Сацума | Годзилла                       |

## История создания[1]
Сценарий фильма был написан в 1980 году. Изначально, по замыслу создателей, Годзилла должен был сражаться с мега-монстром Баганом и мощным оружием Супер Х, играющем значительно меньшую роль. Режиссёром первоначально должен был стать Исиро Хонда, одна из главных ролей должна была достаться Акихико Хирата. Однако актёр умер спустя несколько лет, а Хонда был отстранён от работы над фильмом. Баган и Супер Х были изъяты из сценария, чтобы сократить денежные взносы. В итоге, помимо Годзиллы, в фильме присутствует лишь мелкая морская блоха Шокилас (длиной 1 м и весом в 45 кг), мутировавшая вместе с Годзиллой. Супер X всё же появился, но ему уделили мало внимания.
Специально для фильма был изготовлен новый костюм Годзиллы, более удобный чем в предыдущем фильме («Террор Мехагодзиллы»).
В фильме снимались советские актёры, их роли не были дублированы, поэтому в фильме слышна русская речь.
Начиная с этого фильма и до конца эпохи Хэйсэй Годзиллу изображал актёр Кэмпатиро Сацума. Ранее ему доставались роли монстров-антагонистов в фильмах «Годзилла против Хэдоры», «Годзилла против Гайгана» и «Годзилла против Мегалона».
Фильм был транслирован в Гонконге как «Возвращение Годзиллы». Эта версия фильма была куплена Великобританией и стала международной.

## Годзилла 1985
В 1985 году американцы выпустили у себя свою версию фильма, в которой некоторые сцены были вырезаны, а название звучало как «Годзилла 1985». Фильм вышел в прокате «New World Pictures». Это единственный фильм эпохи Хэйсэй, который вышел в прокат в американских кинотеатрах, последовавшие фильмы показывались сразу по телевидению. При этом «New World Pictures», помимо того, что они доснимали для американской версии множество своих эпизодов, они также перемонтировали местами оригинальный видеоряд, поменяв некоторые акценты. Так в японской версии советская ядерная ракета запускается случайно из-за замыкания в цепи, вызванного атакой Годзиллы, и советский генерал погибает, безуспешно пытаясь предотвратить запуск. «New World Pictures» перемонтировали сцену так, будто генерал намеренно запускает ракету.
Фильм имел немалый успех, он собрал ¥1,7 млрд ($7 млн) в Японии и $4 116 395 в США, благодаря чему окупил свой бюджет в $6,25 млн.